# Tapiserie
Tapiserie je označení pro zvláštní techniku převodu obrazových předloh nebo jejich motivů do tkané plošné textilie a pro výrobky vzniklé touto technikou. Výraz je převzatý z francouzského tapisserie, které znamená koberec nebo čaloun. Pro tapiserii se používá také označení gobelín (podle pařížské manufaktury na výrobu tapiserií). V češtině je ekvivalentním termínem nástěnný koberec. 
Počet druhů textilií označovaných jako tapiserie se značně zvýšil zejména ve 20. století o nové druhy vyráběné podobnou technikou. V 21. století patří k tapiserii zejména textilie:
- ručně vázané, paličkované, vyšívané, našívané na tkanině
- prošívané, vpichované (art protis), proplétané (arachne) na netkané textilii
- sešívané proužky plošných textilií (intarzie)
- tištěné a malované motivy na tkanině (imitace gobelínů)[4]

## Způsob výroby hlavních druhů tapiserie
- K výrobě „pravých“ gobelínů se používají ruční tkalcovské stavy, ale výrobní technika se podobá spíše paličkování. Do prošlupu z napnutých osnovních nití (na horizontálním nebo na vertikálním stavu) se zanáší vedle základní útkové niti vzorovací nit navinutá na prsty ruky nebo na vřetýnko. Kontury vytvářeného obrazu jsou na papírové předloze („kartonu“) připnuté na osnově nebo zakresleny křídou na osnovních nitích. Vzorovací nitě se zanášejí do prošlupu jen k zakreslené kontuře a vracejí ke kraji osnovy. Ke vzorování se mohou použít nitě v neomezeném počtu barev.[5]

Tato technika se používá také pro amatérskou výrobu gobelínů.
- Strojní, tkaná výroba se považuje za imitaci gobelínů. Na tkacích strojích s žakárovým ústrojím se dá zhotovit:

- Útkový gobelín na principu: Nitěmi základní osnovy se přenáší útek během prohozu střídavě na lícní stranu tkaniny, kde tvoří programovaný vzor a na rub, kde jsou zatkávány do výplně. Nitě vazné osnovy fixují polohu útku.

- Osnovní gobelín se vyrábí ze 2 až 6 vzorovacích (zpravidla barevných) osnov, jedné vazné osnovy, ze dvou vzorovacích a jednoho vazného útku. Každá vzorovací osnovní nit se zatkává nad vzorovacím útkem k tvorbě vzoru a zpevňuje vazným útkem. Osnovní gobelíny se mohou vyrábět také s oboustranným vzorováním.

Tkané gobelíny se vyráběly ve větším množství až asi do 30. let 20. století. Z pozdější doby jsou tyto tkaniny málo známé, protože se jejich nákladná výroba sotva vyplácí.
V 90. letech se začaly vyrábět elektronicky ovládaná  žakárová zařízení na strojích vhodných ke tkaní „nepravých“ gobelínů. Např. norský stroj TC2 poháněný ručně nebo šlapáním pedálu včetně manuálního prohozu útku (max. 30x/min)
- Vyšívaný gobelín je také považován za imitaci pravého gobelínu. Charakteristický vzhled vzniká vhodným seskupením křížkových stehů z nití různé barvy na podkladové tkanině, barevná předloha bývá někdy na tkanině natištěna. Vyšívací nit je obvykle z čisté vlny.[8] Výšivky na tkanině jsou považovány jen s výhradami za tapiserii.[9] Nejznámější klasická výšivka se sice všeobecně nazývá tapisérie z Bayeux, ale zatímco výšivka je výrobek ze tkaniny s dodatečně všitou nití, je tapiserie v užším smyslu jen tkanina bez přídavných elementů.[10]
- Malovaný gobelín je pak napodobenina gobelínu malovaná na rypsové tkanině. Tímto způsobem se zhotovují také předlohy na pravé gobelíny.[11]
- Petit point je (bodová) gobelínová výšivka z drobných křížkových stehů, které se zanášejí na jemný hedvábný gáz (až 484 stehů/cm2) zpravidla s pomocí lupy. Technika vznikla v období rokoka. Uplatňuje se zejména na ozdobných polštářích, kabelkách apod.[12]
- Způsob výroby ostatních druhů tapiserie (vyšívání, vázání koberců, textilní intarzie atd.) je podrobně popsán v příslušných článcích Wikipedie.

## Použití
Původně se tapiserie používaly k izolaci stěn bohatých obydlí a k pokrytí veřejných místností. Téměř všechny byly unikátní díla uměleckého řemesla. Později vzniklé, zčásti strojově vyráběné druhy jsou většinou individuálně navržené exempláře s užitnou funkcí ve veřejných prostorách i v soukromých bytech.

## Historie tapisérie
Nejstarší vyobrazení výroby tapisérií pochází ze starověkého Egypta z období 2000 let před naším letopočtem. Výroba je doložena také ve starověkém Řecku, jednak malbou na keramice, a také archeologickými nálezy ze 3. století před n. l. Ke tkaní tapisérií se váže mytologický příběh o tkadleně Arachné, která se utkala o umělecké prvenství s bohyní Pallas Athénou, ze zoufalství se oběsila a byla proměněna v pavouka. Podle archeologických nálezů nástrojů znaly a užívaly techniky tapisérie také starověké kultury v Asii, Indii a předkolumbovské Americe. Nejstarší v muzeích dochované fragmenty textilií tkané technikou tapisérií jsou koptské pohřební textilie ze 4.–10. století (například v Louvru v Paříži, v Praze v Náprstkově nebo v Uměleckoprůmyslovém museu).
Z 11. století pochází tapisérie nizozemské provenience v hornosaském Halberstadtu, označovaná někdy za nejstarší evropský příklad,  a tapisérie z kostela sv. Gereona v Kolíně nad Rýnem. Z 11. až 12. století pocházejí tapisérie v katalánské Gironě, v téže době se tkaly také v Norsku. V kontinentální Evropě se toto řemeslo systematicky rozvíjelo od počátku gotiky, zhruba od 13. století hlavně v Nizozemí a v Francii. K nejstarším velkým tapisériím patří série Apokalypsa, snad francouzského původu, a Devět hrdinů, utkaná kolem roku 1385 v Antverpách. V pozdní gotice došlo k výraznému rozšíření tapisérií  (například série Dáma a jednorožec a především v renesanci a baroku také v tehdejším Nizozemí, pod něž patřily nyní belgické Vlámsko a Flandry. 
Zlatým věkem tapisérie bylo 16. až 17. století, kdy působily asi dvě desítky vyhlášených manufaktur v několika městech Evropy, velkoformátové gobelíny vznikaly podle předloh předních malířů té doby. Nejvýznamnější byly dílny v Bruselu, jimž předlohy dodávali slavní vlámští malíři Petr Pavel Rubens, Jacob Jordaens, David Teniers mladší nebo Jodocus de Vos, dále v Antverpách, Bruggách či v Oudenaarde, ve Francii, v menší míře v Itálii, kde předlohy navrhovali Giovanni da Udine, Raffael Santi, Giuseppe Arcimboldo nebo Giulio Romano, jehož kartóny prováděli francouzští tkalci, a proto jeho jméno psali francouzsky Jules Romain. Do většiny ostatních zemí se tapisérie pouze dovážely.
Roku 1662 dal v Paříži ministr Jean-Baptiste Colbert přestavět dům s dílnami středověkých barvířů textilií a založil v nich pro francouzského krále Ludvíka XIV. královskou manufakturu uměleckých řemesel, zvanou Les Gobelins podle zdejší rodiny zakladatele Jehana Gobelina. Její jméno se vžilo pro tapisérie také v jiných zemích Evropy, ačkoliv v pařížské manufaktuře Gobelins kromě tkalců tapisérií a čalouníků pracovali také další řemeslníci, zejména truhláři, bronzíři a marketéři. V užším slova smyslu proto platí označení gobelín výlučně pro výrobky této pařížské manufaktury, všeobecně se však používá pro veškeré ručně i strojně tkané či vyšívané tapiserie, nejčastěji se pojmy gobelín a tapisérie ztotožňují. Výroba gobelínů se v budově manufaktury předvádí doposud (2012), gobelíny jsou dodnes napodobovány (zejména v Evropě) v několika variantách.  
Od počátku 18. století se technikou tapisérie tkaly ve velké míře také tapety, pokrývky a potahy čalouněného nábytku, v 18. a 19. století se často jen kopírovaly starší předlohy. Nové období rozkvětu zažila tapisérie kolem roku 1900, jak v Evropě, tak v severní Americe. K obnovitelům tradice patřil v Anglii Charles W. Morris, ve Francii od 20. let 20. století Jean Lurçat. K návrhářům se počítají slavní malíři jako Pablo Picasso, Victor Vasarely nebo Alexander Colder.
V českých zemích sehrály zakladatelskou roli organizátorů výroby dvě osobnosti: Rudolf Schlattauer založil roku 1898 dílny v Zašové, po 10 letech přenesené do Valašského Meziříčí, a výtvarnice Marie Hoppe-Teinitzerová, která roku 1910 založila dílny v Jindřichově Hradci a ke spolupráci na státních zakázkách nově ustaveného Československa angažovala například Františka Kyselu, Karla Svolinského či Cyrila Boudu. Předlohy ke gobelínům zhotovovali často i další významní výtvarní umělci a jejich práce dostaly několik mezinárodních ocenění na světových výstavách (1925, 1958). Zakladatelem české vysokoškolské výuky tapisérií na Vysoké škole uměleckoprůmyslové v Praze byl Antonín Kybal (1901–1971), jehož speciálkou prošly dvě generace textilních výtvarníků. V Jindřichově Hradci i v Moravské gobelínové manufaktuře ve Valašském Meziříčí se dodnes zachovává výroba klasickou technikou. Zhotovují se gobelíny podle návrhů současných umělců a restaurují se historické textilie.
V první polovině 20. století byla díla velká část tehdejších významných výtvarných umělců reprodukována na tapiseriích zejména ve známé manufaktuře ve francouzském  Ambussonu pod vedením Marie Cuttoli. V 50. letech se tapiserie zaměřovala stále více na abstraktní motivy. Od roku 1965 se ve švýcarském Lausanne pořádají bienále textilního umění, které jsou nejdůležitější přehlídkou tapiserie. V 90. letech se začaly používat pro tapiserii tkací stroje s elektronicky řízeným žakárem, které využívají mnozí výtvarní umělci např. slovenská výtvarnice Gerbocová.
Pro tapiserii na začátku 21. století je charakteristické: umělci sami tkají podle svých návrhů, tapiserie se zhotovují většinou v menších formátech než dříve, varianty různých materiálů a tvarů, včetně skulpturálních.

## Sbírky historických tapisérií

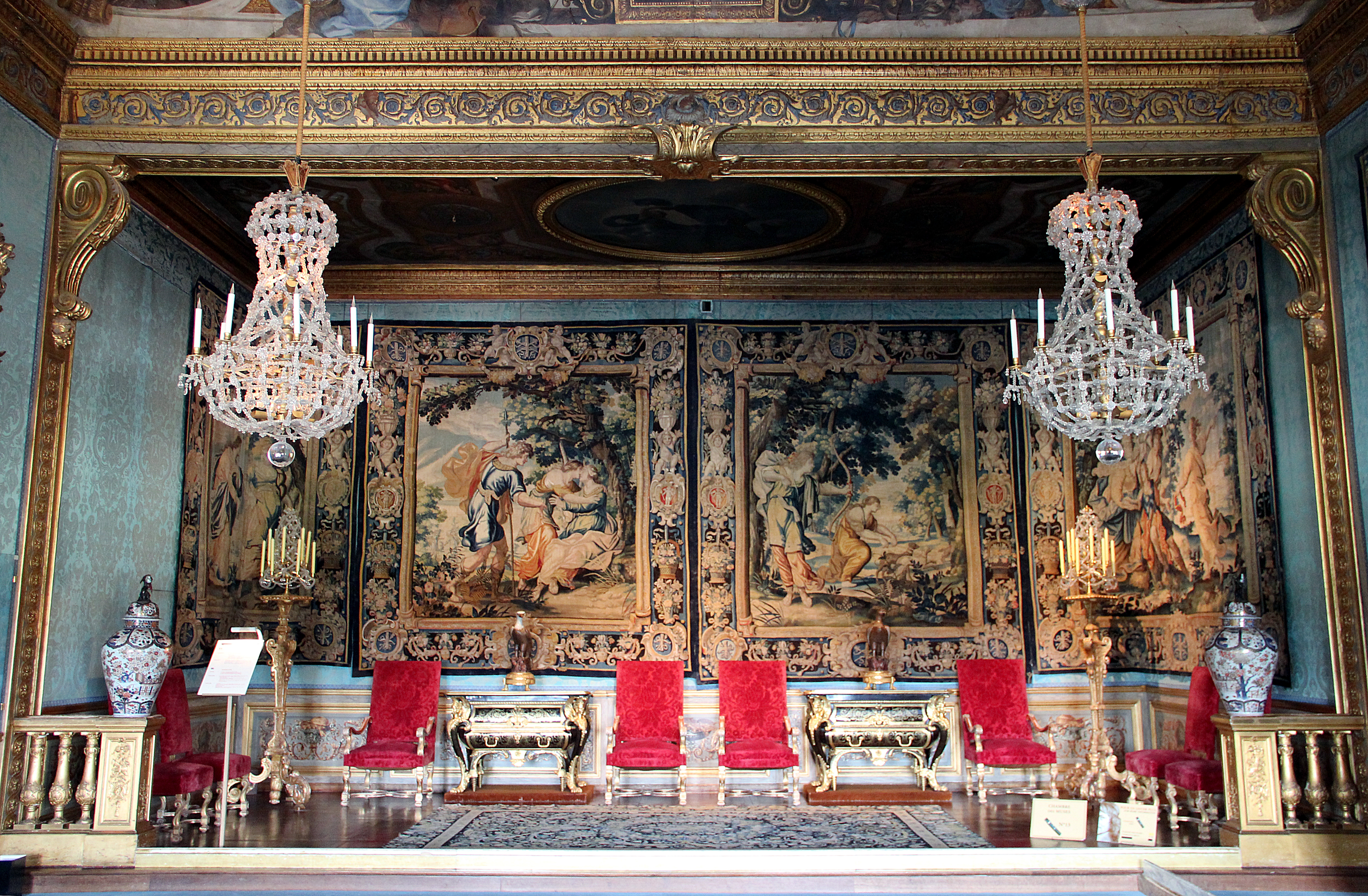
Zámek Vaux-le-Vicomte, sál múz

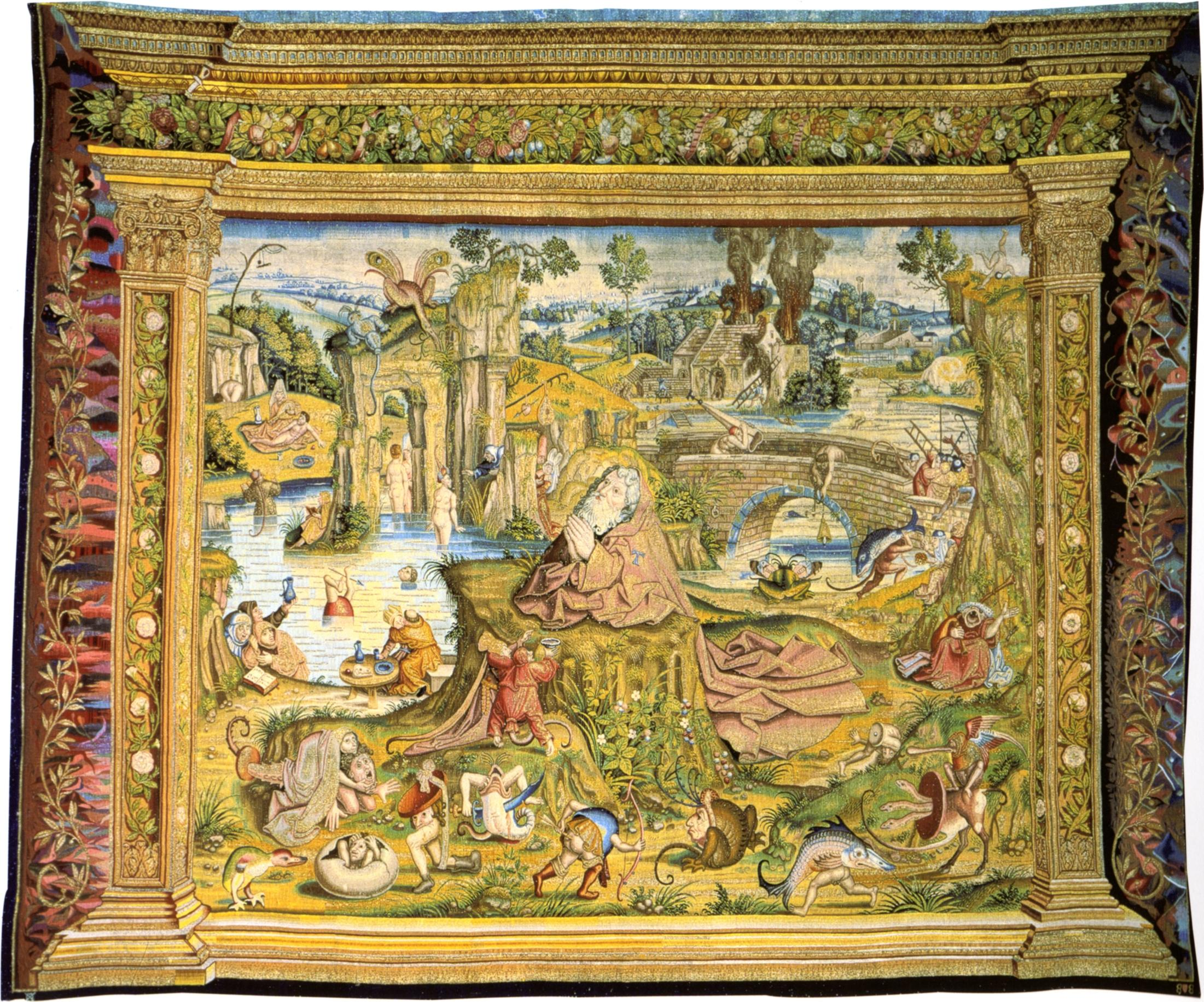
Pokušení sv. Antonína (podle Hieronyma Bosche), El Escorial

Významné sbírky historických tapiserií se nacházejí např. v Metropolitním muzeu v New Yorku, v britské Hardwick Hall Derbyshire nebo v petrohradské Ermitáži.

## České moderní tapisérie
Ateliéry
- Gobelínka Marie Teinitzerové, Jindřichův Hradec, založená roku 1910 (web)
- Moravská gobelínová manufaktura ve Valašském Meziříčí (web)

Výtvarníci
Malíři nebo grafici - návrháři často dávali či dávají své malby tkadlenám převést do techniky tapisérie. Patří k nim:
- Věra Boudníková Špánová
- Eva Brodská[27][28]
- Věra Drnková-Zářecká[29]
- Bohuslav Felcman[30]
- Karolína Gutová-Pirklová[31]
- Květa Hamsíková[32]
- Jan Hladík
- Jenny Hladíková
- Jiří Holek[33]
- Ludmila Kaprasová[34]
- Vladimír Křečan[35]
- Alena Kuchařová[36]
- Antonín Kybal - zakladatel české školy moderní tapisérie
- Karel Lapka[37]
- Karel Láznička (výtvarník)
- Jaromír Masejdek[38]
- Rudolf Mejsnar
- Jan Měšťan[39]
- Bohdan Mrázek[40]
- Josef Müller (textilní výtvarník)
- Hana Müllerová[41]
- Hana Nálepová (někdy se signaturou Josefa Nálepy
- Jana Paulová-Rossmannová[42]
- Jaroslava Pešicová
- Božena Pošepná
- František Rauš[43]
- Adéla Rozinková - tapiserie
- Renata Rozsívalová[44]
- Blanka Růžičková-Janíčková[45]
- Sylva Řepková[46]
- Rosa Servítová[47]
- Marie Helena Štecherová[48]
- Jaroslava Těšínská - tapiserie
- Jiří Tichý[49]
- Inez Tuschnerová
- Eva Vávrová[50]
- Vlastimil Vodák[51]
- Radka Vodáková-Šrotová[52]
- Jindřich Vohánka[53]
- Jaroslava Vondráčková, rozená Šimková, spoluzakladatelka oboru
- Vlasta Vopavová[54]

## Galerie tapiserií

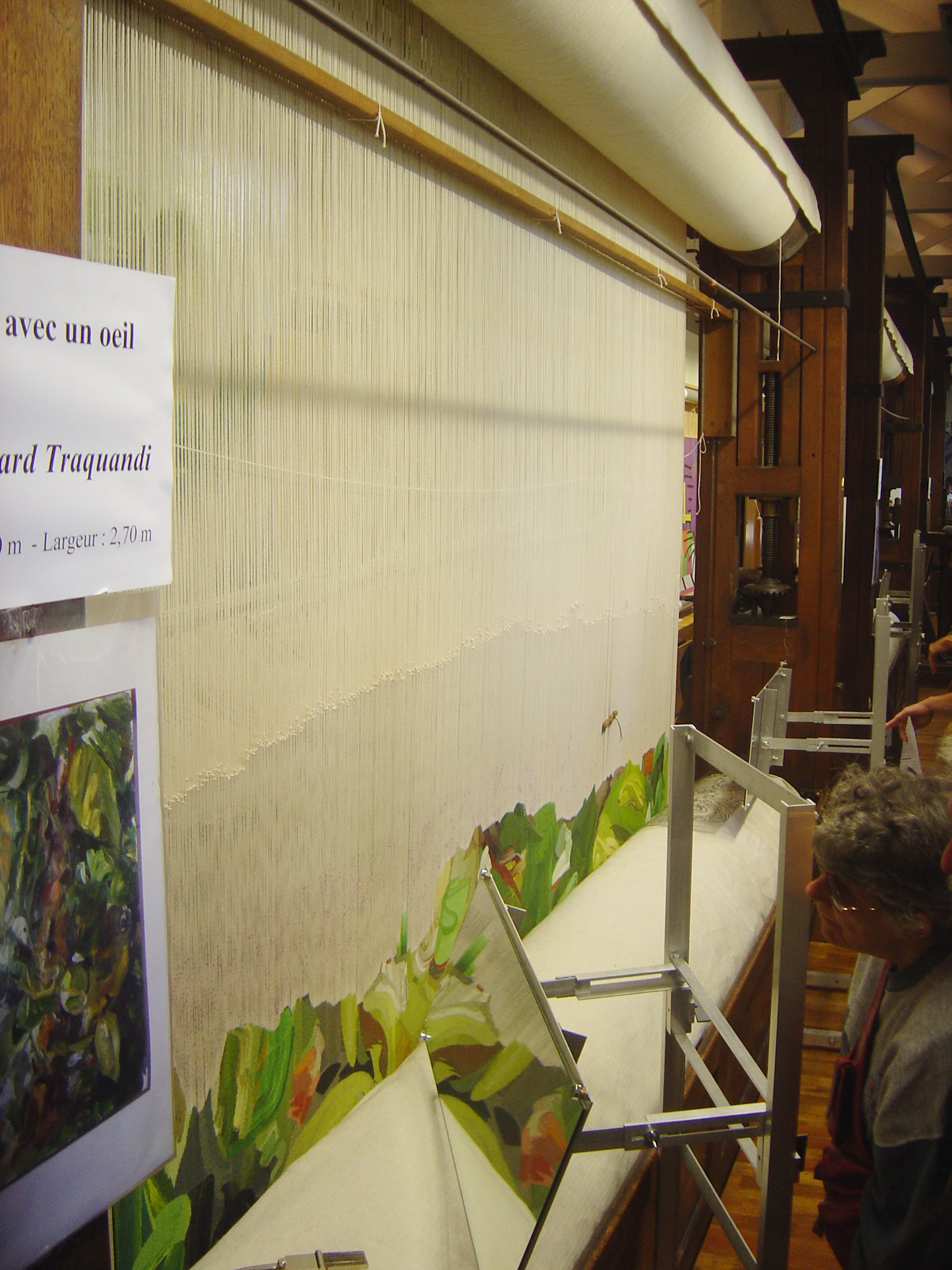
Verikální stav v manufaktuře na gobelíny  (2004)
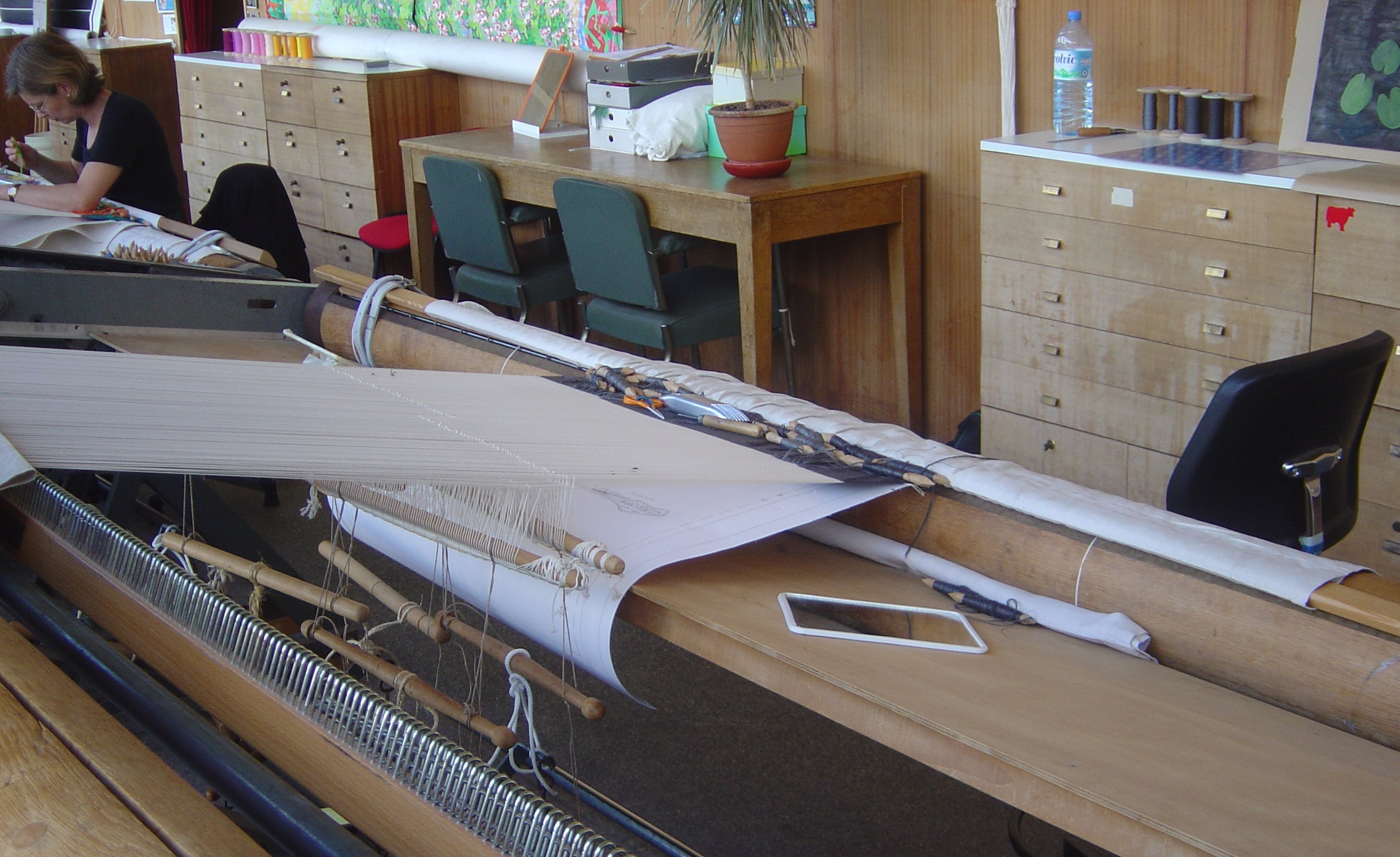
Horizontální stav (s kartonem pod osnovou)
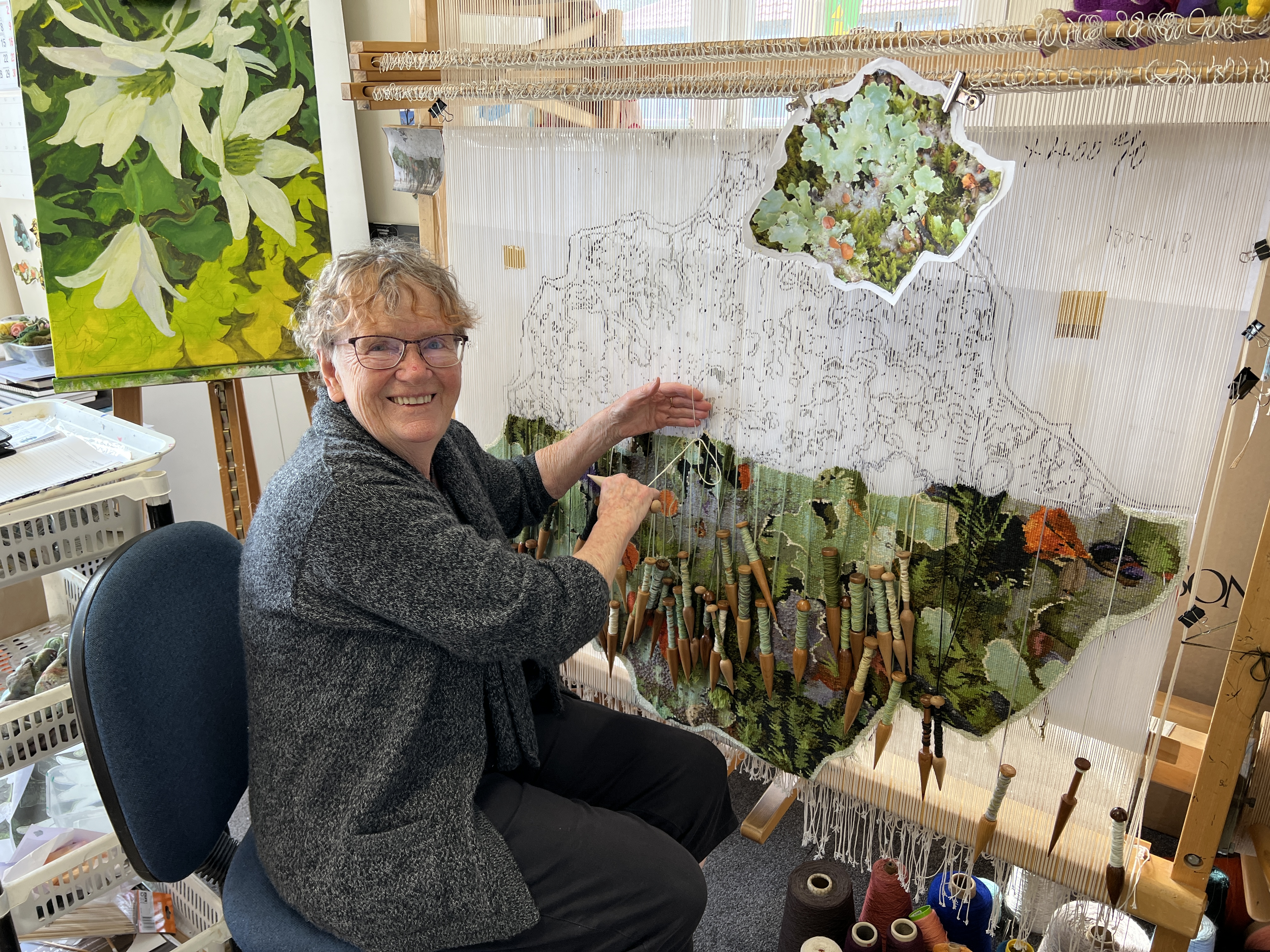
Výroba „pravého“ gobelínu na vertikálním stavu (Nový Zéland 2022)
Vázání koberců na vertikálním rámu (animace z roku 2008)
- Výroba tapiserie na  jehlovém tkacím stroji se  žakárem (Textilní muzeum Tilburg 2012)
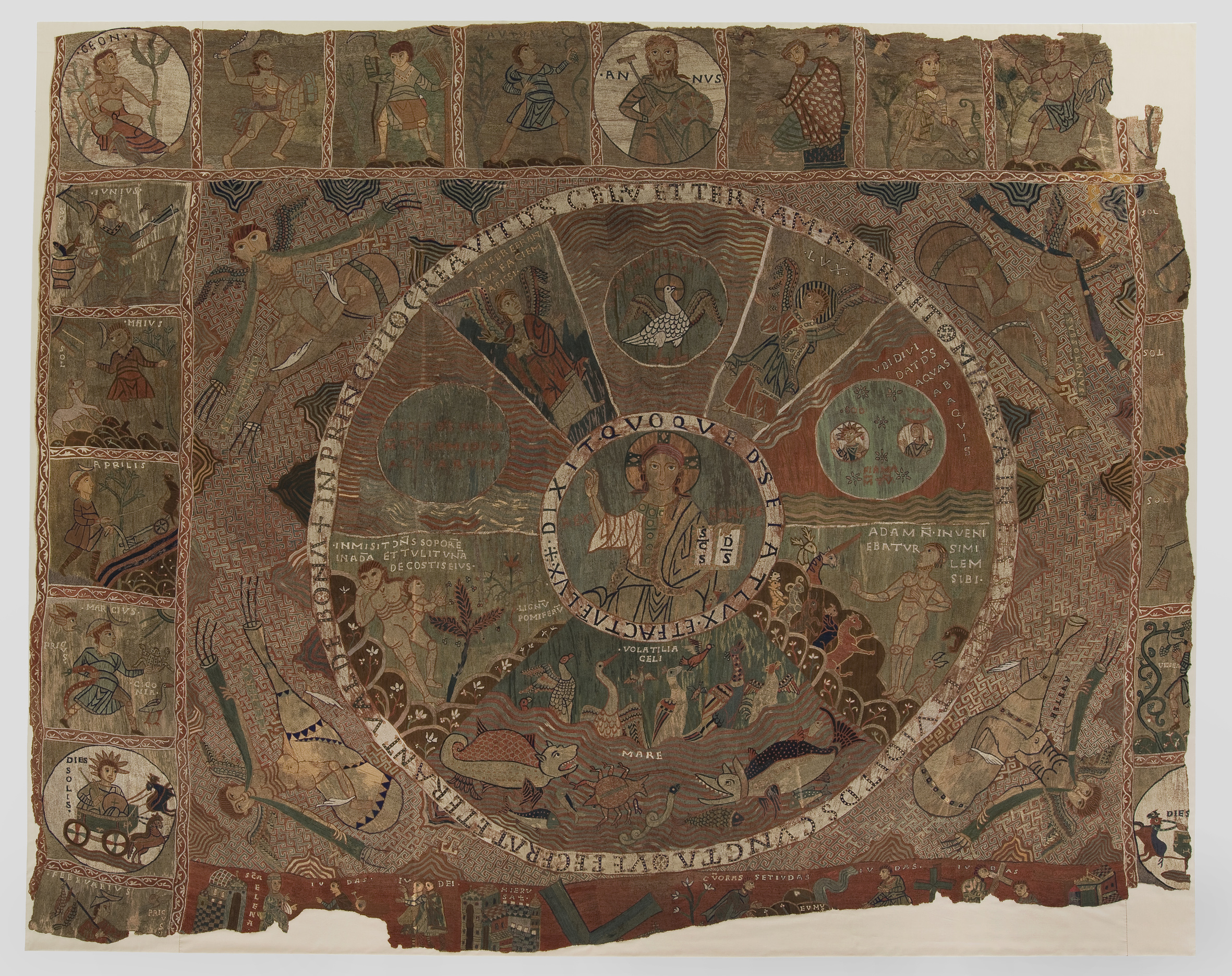
Tapiserie „Stvoření světa“ z 11. -12. století ( katedrála v Gironě 2012)
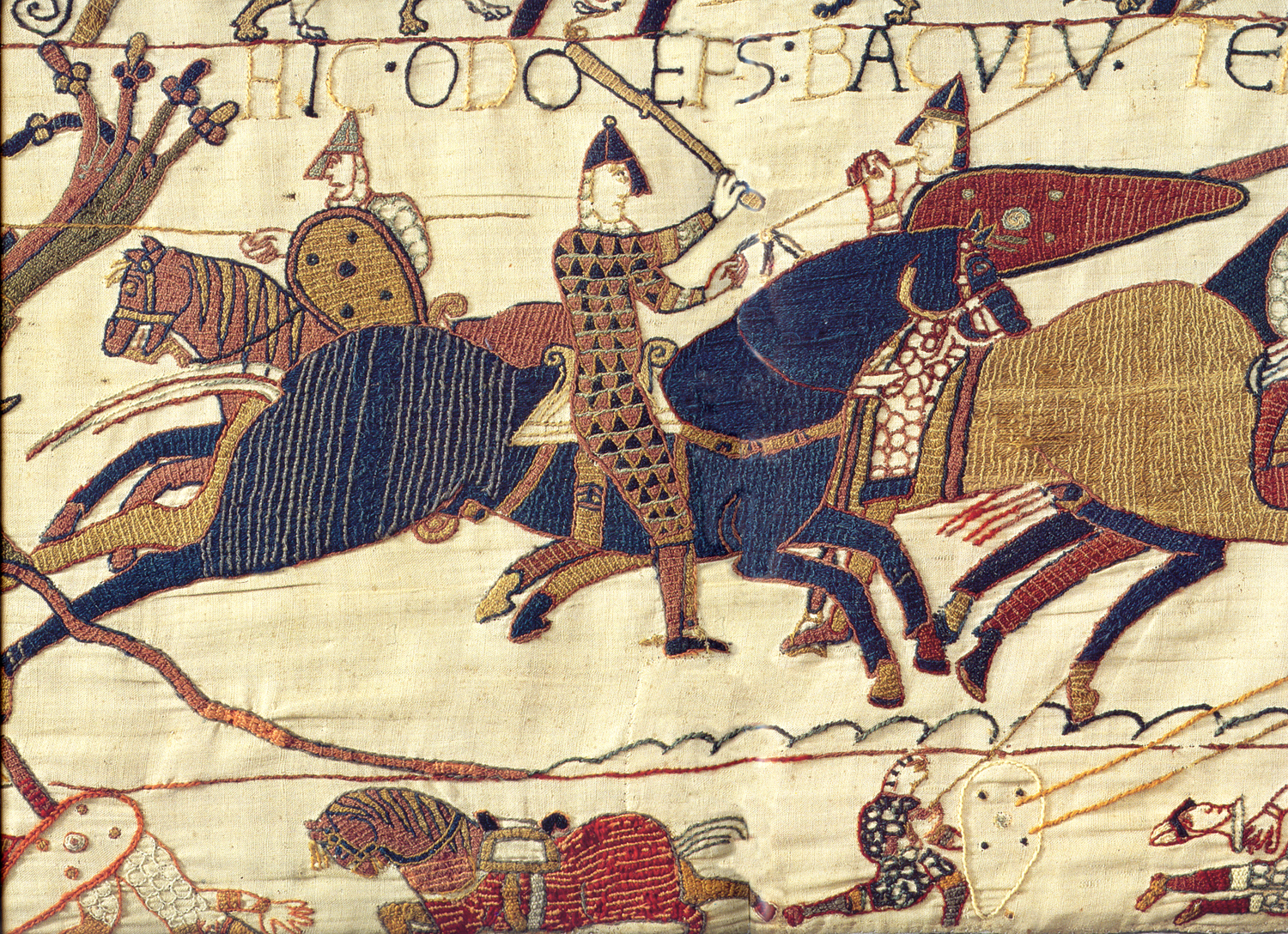
Detail z  vyšívané Tapisérie z Bayeux z 11. století
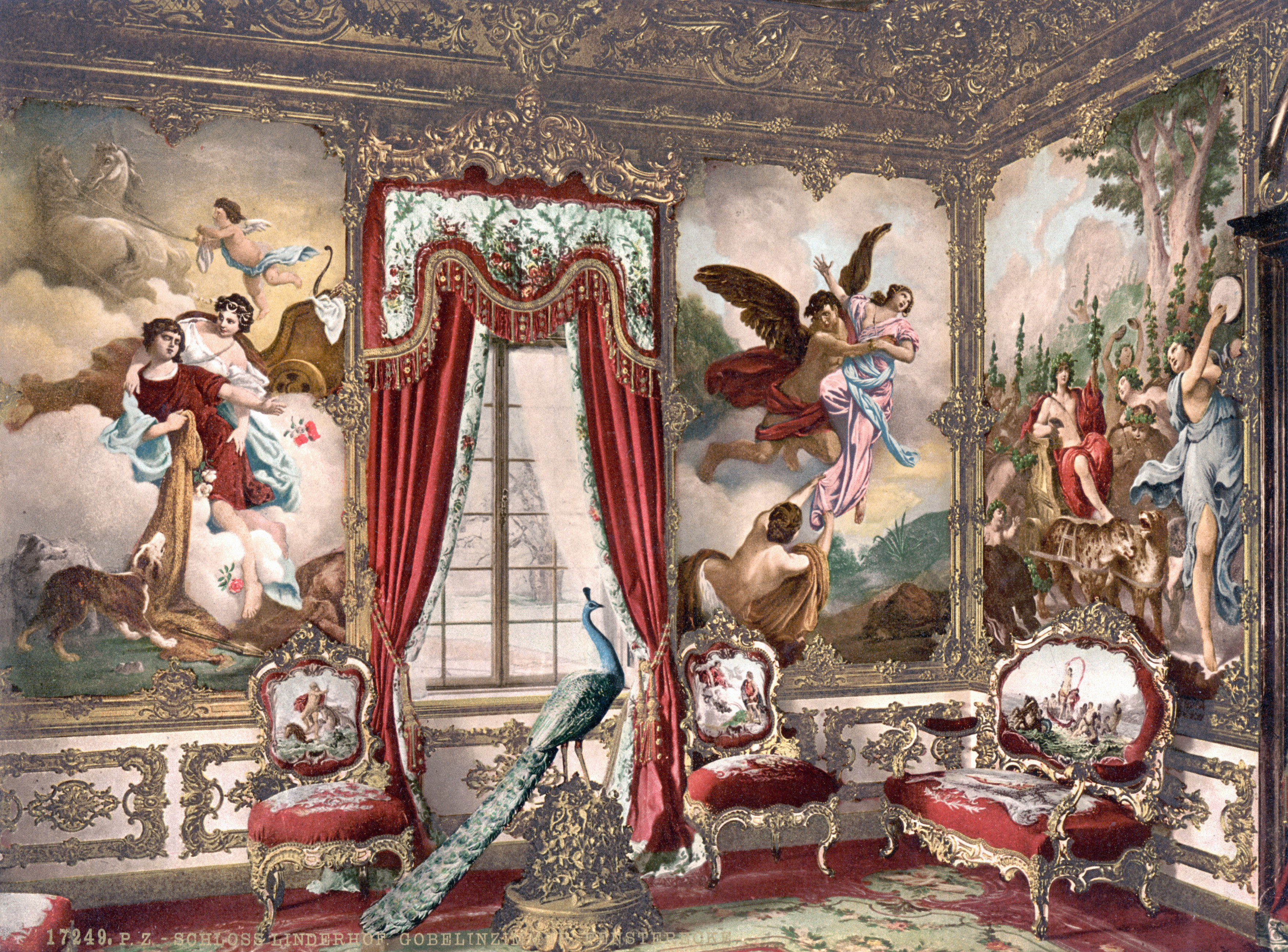
Malované imitace tapiserií z konce 19. století (zámek Lindenhof v Bavorsku 2005)
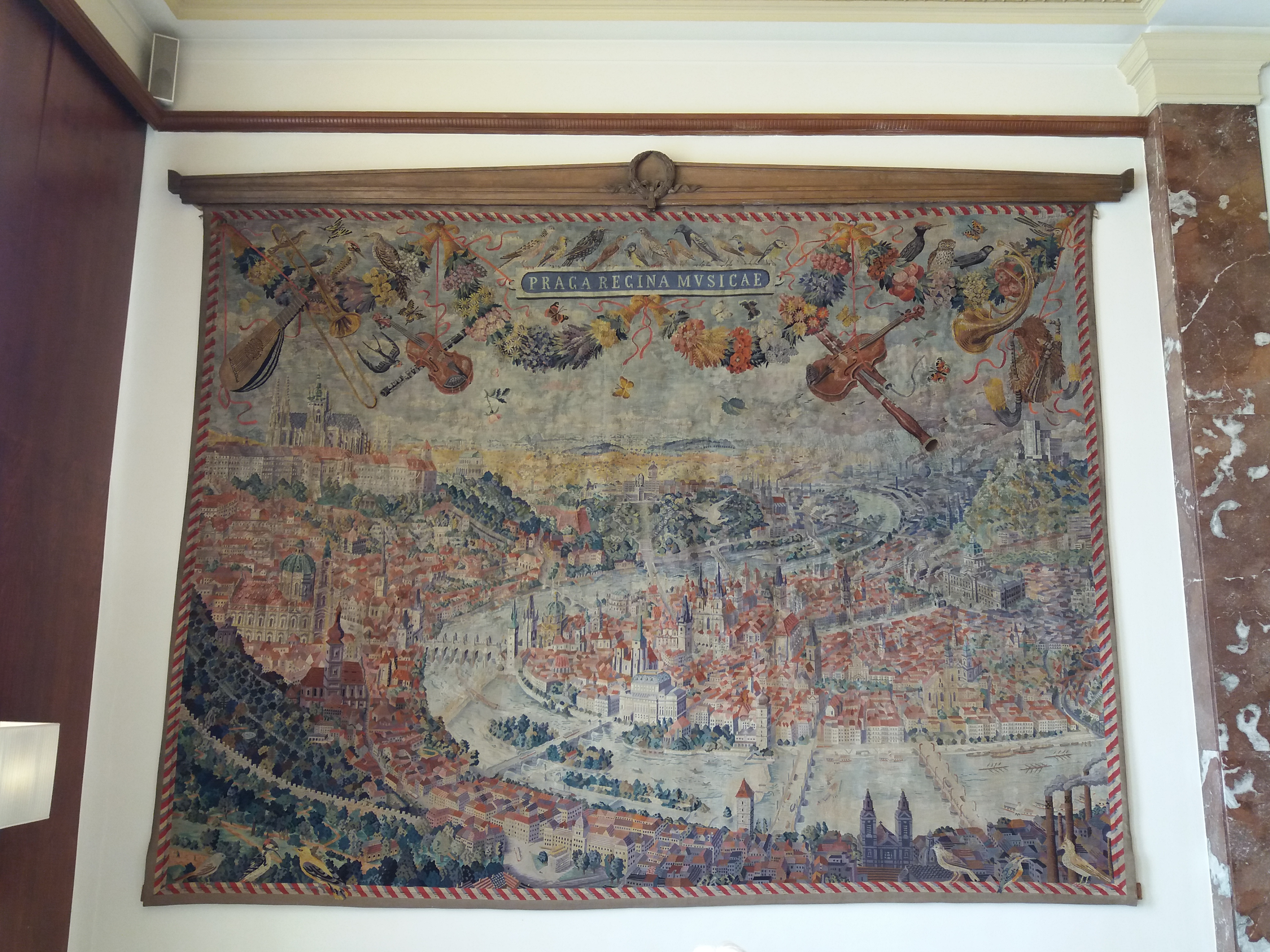
Tapiserie  Cyrila Boudy z roku 1958 (hotel International Praha 2018)
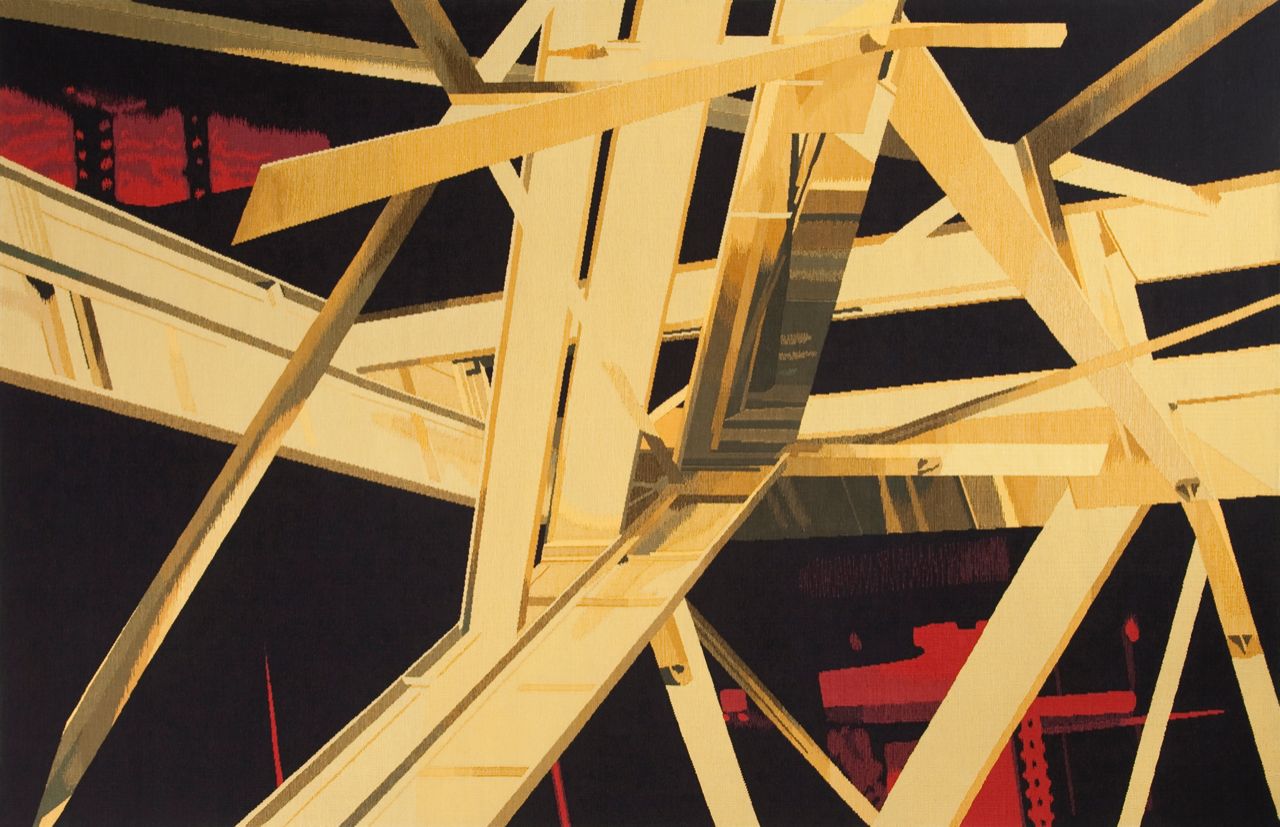
Tapiserie „Zmatená žluť“ švédsko-dánského výtvarníka Nannestada (2008)
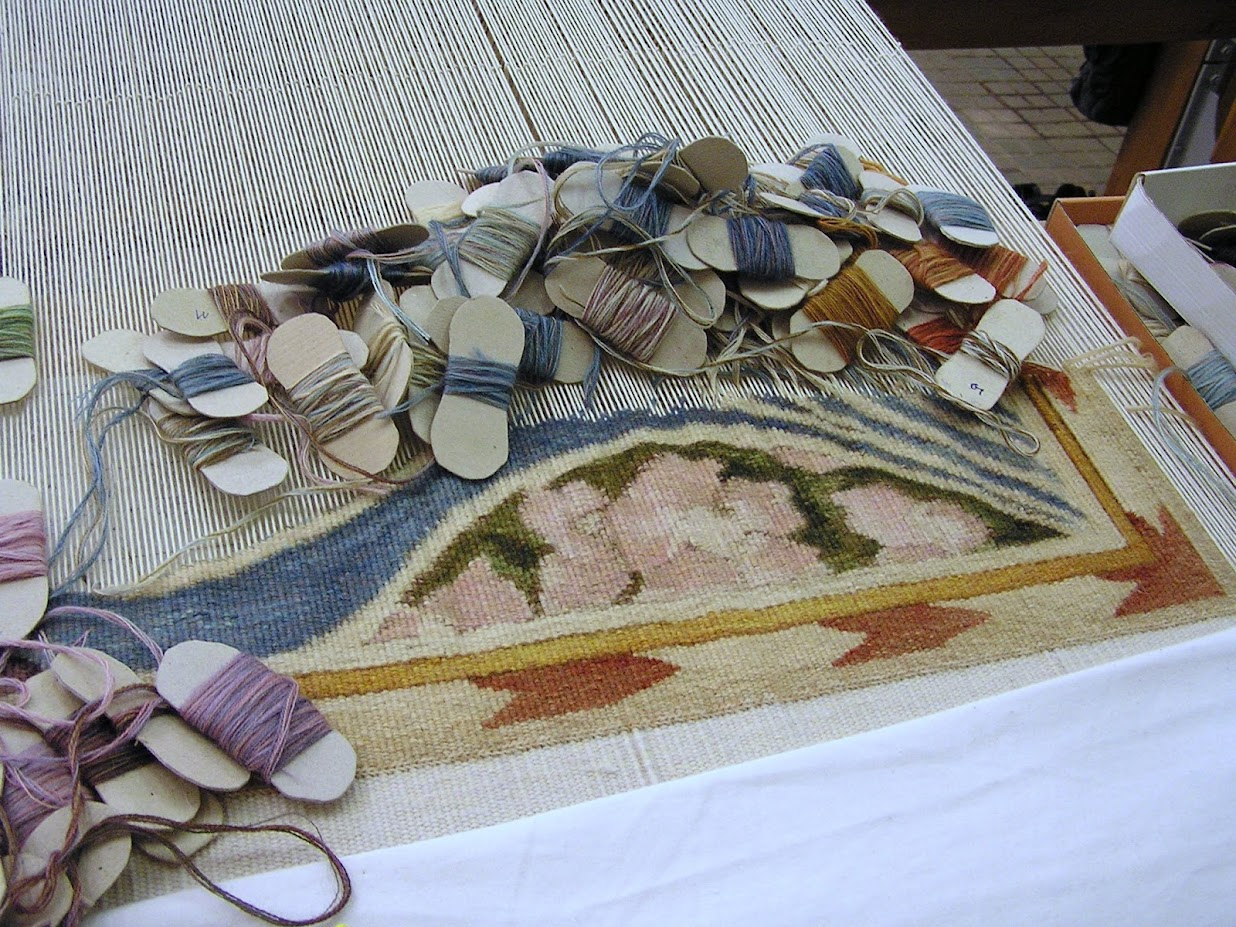
Výroba gobelínu v Jindřichově Hradci